# ドメインハック
ドメインハック（英語: domain hack）とは、本来、ドメインが持っている意味（国、団体等）を無視して、区切り符号であるピリオドをとった場合に、別の意味の単語になるようなドメインのこと、もしくはその様なドメインを作ることを言う。ここでのハックは（プログラム等で）技能が高い操作を行うことを意味しており、セキュリティを破ったり悪用することを示すものではない（詳細はハッカー、ハッカー文化を参照のこと）。
例えば、blogs（複数のブログ）、family（家族）、wiki（ウィキ）のスペリング（綴り字）を作りあげるために、トップレベルドメイン(TLD)に、.gs（南ジョージアと南サンドウィッチ諸島）や、.ly（リビア）や、.ki（キリバス）を選択し、その下の第2レベルのドメインを取得することで、blo.gsやfami.lyやwi.kiのドメイン名を作成する。同様に、第3レベルのドメインまで使用して、del.icio.usや、cr.yp.to（ダニエル・バーンスタインによる）のように、delicious（いい味）やcrypto（暗号）のスペリングを作り上げることもある。

## 構造
一般的なドメイン名example.comでは、exampleが第2レベルのドメイン名で、comがトップレベルのドメイン名である。ドメインハックでは、examp.leのような形をとり、'exampが第2レベル、leがトップレベルとなる（ただし、.leのTLDは存在しないのでこれは不可能である）。
examp.le、exam.ple、ex.am.pleといった様々な形が、利用可能なトップレベルドメインを元に、ドメインハックで利用可能である。また、ドメインハックでは、ドメイン名とサーバーのファイル構造を組み合わせて、ex.am/ple/のように単語を形成することもある。
このようなexamp.leに示したような単語をトップレベルと第2レベルのみで構成するドメインハックが有名で検索されることが多いが、ドメインハックは、第3、第4レベルやフォルダー構造のディレクトリー名も単語を表すために使用される。例えば、ミュージカルグループBrave Comboのウェブサイトは、http://brave.com/bo/である。実際に存在していない例ではhttp://do.ma.in/ha/ck/のような形もありうる。他のドメインハックも世界中で250近く存在するgTLDとccTLDsを考えれば十分に可能である。
いくつかのトップレベルドメインは、第3レベルやそれ以上の登録に関連ある語を使用する必要がある。ただし、co.inやco.ilのような場合で許可されたケースもある。

### 短いドメイン名
ドメインハックでは短いドメイン名を作成する能力が必要となる。実際に短い例ではblo.gsのように合計5文字で、blogs.comの8文字や、www.blogs.comの11文字と比較して十分短くなっている。ドメインハックでは、ドメイン名を短くし、サイトのタイトルがその文字列に含まれることから、www.の文字列が省略されることが多い。

## 歴史
1992年11月22日、inter.netの登録が最初のドメインハックであると考えられている。
名前の意図は不明であるが、これは初期の他のドメインハックの先駆けであった。
1998年12月20日、fami.lyのドメイン名が登録された。これはname.fami.lyの形で、第3レベルのドメインを他の人が利用可能で公開された最初のドメインハックである。
2002年5月3日、icio.usが登録され、del.icio.usが作成された、これが第3レベルまで使用し、もっとも来訪者の多いドメインハックである。
1997年、オランダに設立され、後にホスティングサーバのプロバイダーであるフォーチュン・シティ社により買収されたV3社は、いかなるユーザーにも無料で利用可能なドメインハックをバナーの代金で供給した。1999年頃までは、これらは、アマチュアのウェブページにおいて、その目新しさと利用価格で非常に有名であった。start.atやcome.toやlisten.to等のドメイン名が存在した。これらの一部は、ドイツのトップレベルドメイン (.de) を使用した、スペインの一般的なドメインハックpagina.de（日本語および英語に翻訳すると、～のページ、"page.of"）がある。
2000年には、ツバルが.tvの売却益で国際連合に加盟した、というできごとがあった。
いっぽうで、ドメインハックに利用可能と目されている名前を、渡さない、というポリシーのレジストリ管理組織もあり、2001年のWIREDの報道によれば、たとえばノルウェーの持っているいくつかの名前がそうなっている。
Yahoo!は、blo.gsを2005年6月14日に購入し、del.icio.usを2005年12月9日に購入した。
また、日付は不明なもののyj.pnを購入し、Twitter投稿時の短縮URLなどに利用している。
2005年の終わりには、スペイン (.es) の第2レベルが広く制限が解除された。
2006年の1月に、ベルギーの.beドメインは、アメリカ合衆国、イギリス、ヨーロッパのユーザーに無料で利用可能にした。これは、英語で、beで終わる単語が多く（例えば、tube）、これは簡単にドメインハックを登録する機会であった。 実際、YouTubeはyoutu.beと言うドメインを取得しており、このドメイン名をアドレスバーに打ち込むだけでYouTubeにアクセスできるようにしている。
クリス・モリスによるイギリスの連続ホームドラマコメディ「ナサン・バーレィ」では、計画的に冒涜を行うために、仮想のクック諸島のドメインを使用した仮想のウェブサイトによるhttp://www.trashbat.co.ck （transbat dot cockと読む）を表した。
実際、テレビシリーズの宣伝のため、シリーズの作成者はドメインを登録した。クック諸島では、非移住者によるドメインの獲得には1年に250ドルがかかる。
プログラマのジョーン・ロメロ (John Romero) は、ルーマニアのTLD .roの下に「rome」を登録し、rome.roドメインを取得した。
2008年1月、Matt Mullenwegは自身の所有する有名なドメインphotomatt.netをma.ttに変更した。
2009年12月15日、GoogleはグリーンランドのccTLDを利用したgoo.glドメインでURL短縮化サービスGoogle URL Shortenerを開始した。

## 他の言語
ドメインハックは、英語圏に限られた話ではない。
数年前、フランス語圏の人々の間で、.nu（ニウエ）のトップドメインの下に自分の名前を登録することが流行した。これは、人の名前NUがフランス語で「ありのままの (naked)」の意味があるからである。同様に、オランダ語やスウェーデン語、デンマーク語では.nuは「今 (now)」の意味がある。
同様にフランス語の例では、http://teu.beがある。フランス語の"teube"は「鈍い奴 (dump)」「間抜け (dick)」の意味である。
ドイツ語の例では、http://schokola.de（Schokola.de、チョコレート）、http://autom.at（Autom.at、自動販売機）、http://fals.ch（fals.ch、誤り）がある。
スイスのベルン州にある組織では、ベルン州を表すためにベルギーのドメイン.beが使用されることが多い。
アフリカーンスの例では、http://dieinter.netがある。"die"は、英語の"the"の意味があるので、これはThe Internetの意味となる。
ポルトガル語の例では、http://vai.laがある、これは、英語でhttp://go.toと同じ意味になる。
ロシア語では、http://perevodov.netが翻訳ポータルで見られる。（意味は、「翻訳なし」、"No translations"）
スロヴァキアでは、http://rozbal.to（それを解凍する、"Unpack it"）がプリペイドのインターネットアクセスサービスのホームページに使用されている。
スロヴェニアでは、http://najdi.si（自分で探そう、"Find it yourself"）がサーチエンジンに使用されている。
日本ではhttp://bogusne.ws（ボーガスニュース）というサイトが存在する。
国際化ドメイン名に対応したトップレベルドメインの出現により、アルファベット以外のドメインハックも可能になった。日本語では「.みんな」（皆）を利用して、「こっち.みんな」（こちらを見るなの意）というドメインが利用可能である。

## 問題点・注意点

### 取得者を指定したトップレベルドメインの存在
.tvのように取得者の要件を制限していない国別コードトップレベルドメインもある中、.jpドメインなどは当該国に住所を持つ者のみしか取得できない。文字列としてはドメインハックが可能であっても、こういった制約によって望んだドメインが取得できないこともある。

### 国・地域の識別性低下
ドメインハックは国別コードトップレベルドメイン (ccTLD) の本来の意義を無視することになる。語呂合わせを優先して運用者とは無関係な地域のドメインが利用されることにより、トップレベルドメインを見るだけではどこの国のサイトであるかの判断が難しくなる。

### 覚えづらい区切り方
del.icio.usのような一部のドメインハックは、慣れるまで覚えるのが大変である。一番間違えやすいのが異なる位置にピリオドを置いてしまうことである。誤入力したドメインに接続出来なければ問題ないが、誤入力を予想した偽サイトが悪意あるユーザによって用意されていた場合はサイバー攻撃や詐欺などに遭遇するリスクがある。
こういった混同を避けるために、del.icio.usの場合、www.delicious.comとdelicio.usドメインを同じページにリダイレクトをかけている。

## ノート
1. ^Winstead, Jim. blo.gs: sold 2005年6月14日.
2. ^Schachter, Joshua. del.icio.us: y.ah.oo! 2005年12月9日.